# 순이 타이완 원주민 박물관

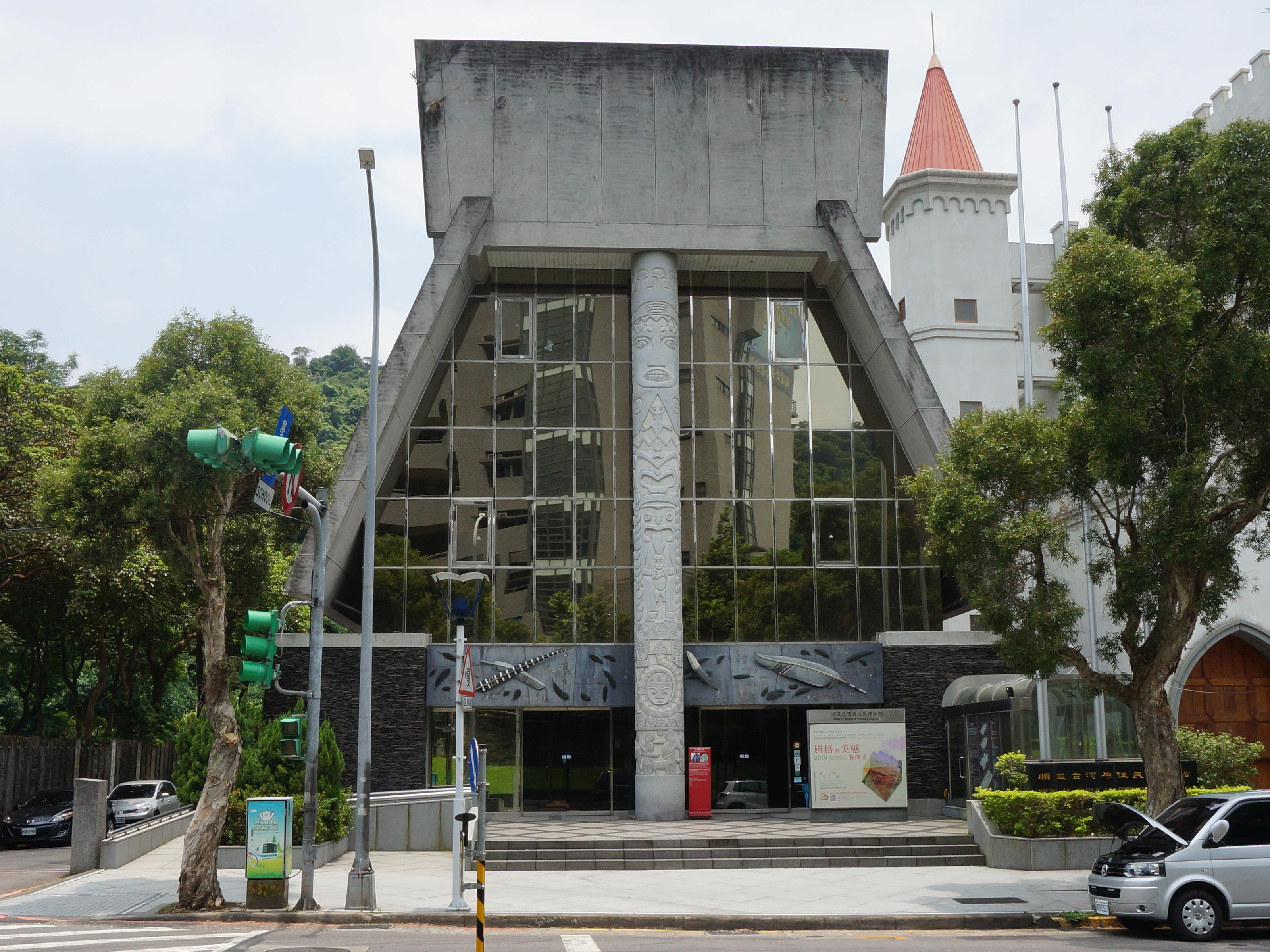
순이타이완 원주민 박물관

순이 타이완 원주민 박물관은 타이완 타이베이시에 있는 박물관이다. 대만 원주민의 문화를 소개하고 있는 박물관으로, 지하 1층에서 지상 3층까지 전시하고 있다.

## 같이 보기
- 오스트로네시아족